# عبدالهادی صافی
عبدالهادی صافی (زاده: ۱۳۳۷ ولسوالی نجراب، ولایت کاپیسا) سیاست‌مدار افغانستانی و نماینده مردم کاپیسا در دوره پانزدهم مجلس نمایندگان افغانستان است.

## زندگی‌نامه
عبدالهادی صافی متولد ۱۳۳۷ از ولسوالی نجراب ولایت کاپیسا افغانستان است. وی دارای مدرک تحصیلی بکلوریا/دیپلم است.

## دیگر فعالیت‌ها
- معلم.[۱]
- قوماندان فرقه/لشکر ۶ کاپیسا.[۱]